# Емі (Тива)
Сільське поселення (сумон) Емі (рос.: Эми) входить до складу Тере-Хольського кожууна Республіки Тива Російської Федерації.

## Населення
Населення сумона станом на 1 січня року
| Рік    | 2011 | 2012 | 2013 | 2014 | 2015 |
| ------ | ---- | ---- | ---- | ---- | ---- |
| Насел. | 170  | 171  | 171  | 171  | 172  |